# Мокре (Звягельський район)
Мо́кре — село в Україні, у Дубрівській сільській територіальній громаді Звягельського району Житомирської області. Населення становить 348 осіб. Працює школа І-III ступенів.
У Мокрому почався розвиток сільського господарства за участю ПП «Галекс-Агро».

## Географія
На південно-західній околиці села бере початок річка Молодянка.

## Історія
Перша згадка про село датується 1629 роком.
У 1906 році село Жолобенської волості Новоград-Волинського повіту  Волинської губернії. Відстань від повітового міста 28 верст, від волості 7. Дворів 89, мешканців 504.
30 січня 1918 року встановлено Радянську владу.
В січні 1929 року організовано ТСОЗ.
Під час Великої Вітчизняної війни в лісах навколо села діяв партизанський загін «За свободу слов’ян», лави якого поповнювали жителі села. Загалом учасниками Великої Вітчизняної війни були 397 мокренців, з них загинуло 53. За героїчну боротьбу з німецько-фашистськими загарбниками 2150 чоловік нагороджено орденами і медалями. 1968 року в пам’ять про загиблих односельців встановлено пам’ятник.
У селі народився письменник Стецюк Яків Нестерович.